# Frédéric Lenormand
Frédéric Lenormand (* 5. září 1964, Paříž) je francouzský spisovatel, autor historických románů, historických detektivních románů a literatury pro děti a mládež.

## Život

### Mládí a studia
Narodil se v rodině profesora matematiky na Univerzitě Paříž VIII a ředitelky dokumentačního střediska pro plánované rodičovství (Planning familial). Otec byl sběratelem japonského umění a Frédéric byl od dětství obklopen asijskou kulturou, literaturou a mýty.
V roce 1982 maturoval z jazyků (ruština, angličtina, italština) a pokračoval ve studiu na Institutu politických studií v Paříži a na Sorbonně.

### Literární začátky

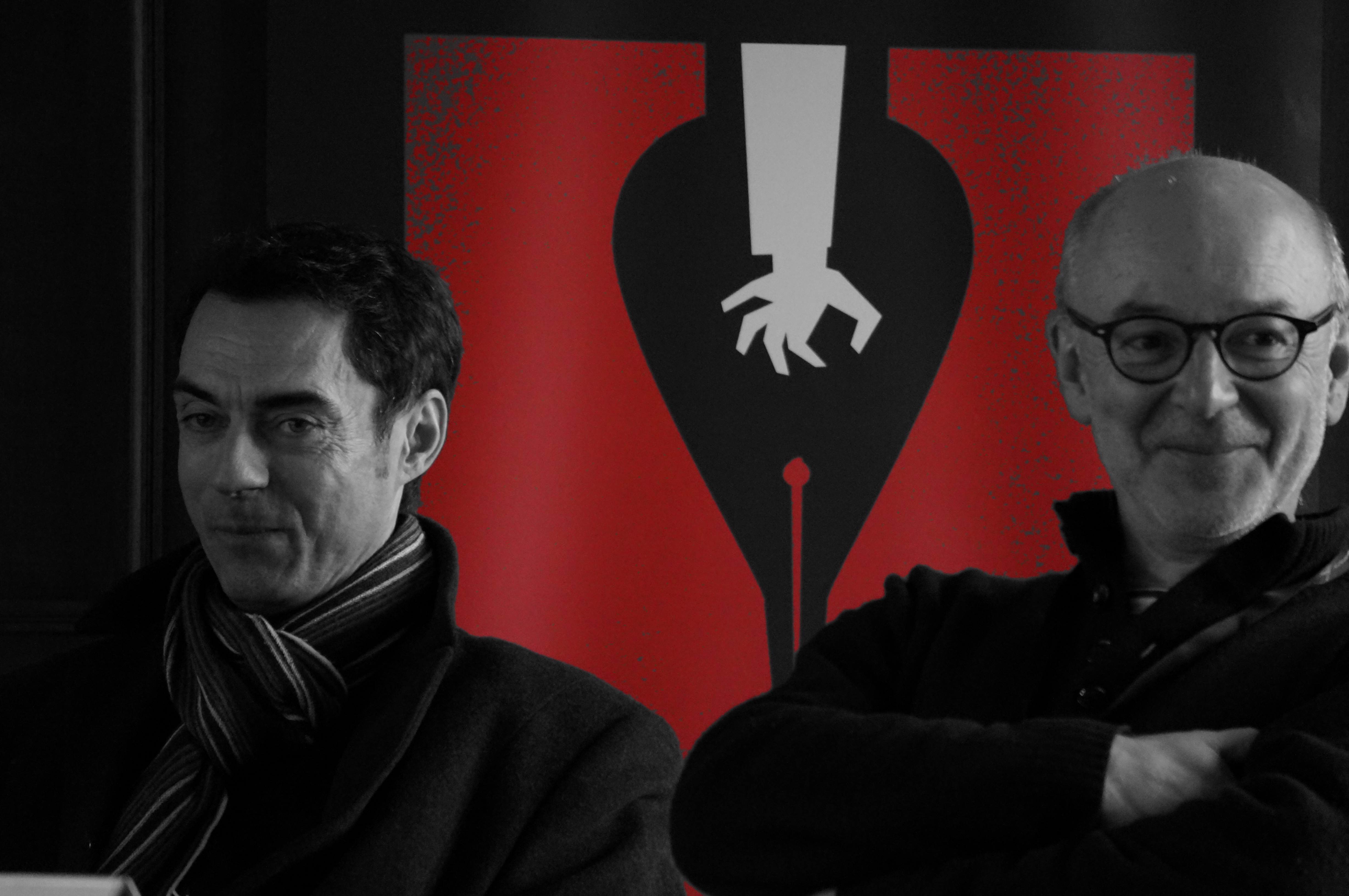
Frédéric Lenormand (vlevo) na festivalu Interpol'art 2013

V roce 1988 napsal v Madridu pět románů a objevil své literární možnosti. Jeden z románů, Le Songe d'Ursule inspirovaný dílem malíře Vittore Carpaccia, získal cenu Del Duca pro mladé spisovatele. To rozhodlo o jeho další literární dráze. V roce 1989 odjel do New Yorku, kde napsal knihu Les Fous de Guernesey ou les Amateurs de littérature, vydanou nakladatelstvím Robert Laffont.

### Literární kariéra
V 90. letech získal řadu ocenění, různých grantů a nabídek, což mu umožnilo věnovat se naplno literatuře. Ve svých historických románech se věnoval především 18. století a událostem Velké francouzské revoluce. Jeho zájem se soustředil zejména na zdravotnická zařízení, přeměněná na vězení. Výsledkem byly dvě téměř analytické práce o těchto dosud minimálně zpracovaných tématech: La Pension Belhomme o vězních tohoto blázince a Douze tyrans minuscules o jejich policejních dozorcích. Nechtěl ale zůstat pouze u této oblasti a proto zaměnil policejní vyšetřovatele 18. století za úředníky ze starověké Číny a rozhodl se pokračovat v literárním díle spisovatele Roberta van Gulika, který zemřel v roce 1967. Vznikla tak série Les Nouvelles Enquêtes du juge Ti ( česky: Případy soudce Ti).

## Dílo

### Historické romány
- 1990 Les Insulaires ou Quelques Dieux sauvages, (ISBN 978-2-87914-002-5)
- 1991 Les Fous de Guernesey ou les Amateurs de littérature, (ISBN 2-221-07149-2)
- 1991 L'Ami du genre humain, (ISBN 2-221-07671-0)
- 1996 Mademoiselle Chon du Barry ou Les Surprises du destin, (ISBN 2-221-08393-8)
- 1997 L'Odyssée d'Abounaparti, (ISBN 2-266-07185-8)
- 1998 Les Princesses vagabondes, (ISBN 2-7096-1902-4)
- 2000 La Jeune Fille et le Philosophe, (ISBN 2-213-60721-4)
- 2001 Un beau captif, (ISBN 2-213-60946-2)

#### SérieL'Orphelin de la Bastille(vydavatelství Milan, Toulouse)
- 2002 L'Orphelin de la Bastille, (ISBN 2-7459-0673-9)
- 2003 Révolution !, (ISBN 2-7459-1128-7)
- 2004 La Grande Peur, (ISBN 2-7459-1346-8)
- 2005 Les Derniers Jours de Versailles, (ISBN 2-7459-1370-0)
- 2006 Les Savants de la Révolution, (ISBN 978-2-7459-2324-0)

#### Série Voltaire mène l'enquête
- 2011 La baronne meurt à cinq heures, (ISBN 978-2-7096-3555-4)
- 2012 Meurtre dans le boudoir, (ISBN 978-2-7096-3941-5)
- 2013 Le diable s’habille en Voltaire, (ISBN 978-2-7096-4290-3)
- 2014 Crimes et Condiments, (ISBN 978-2-7096-4596-6)
- 2015 Élémentaire, mon cher Voltaire!, (ISBN 978-2-7096-4861-5)
- 2015 Querelle de Dieppe, (ISBN 978-1-5196-5808-1)
- 2016 Docteur Voltaire et mister Hyde (ISBN 978-2-7096-5616-0)
- 2016 Meurtre à l’anglaise, (ISBN 978-1-9746-9254-5)
- 2017 Ne tirez pas sur le philosophe !, (ISBN 978-2-7096-5968-0)
- 2017 Panique à Rouen, (ISBN 978-1-5370-8147-2)
- 2018 Un carrosse nommé Désir, (ISBN 978-2-7096-6172-0))
- 2018 Comment entrer à l'Académie en évitant les balles, (ISBN 978-1-7069-8248-7)
- 2020 Mélodie pour un tueur, (ISBN 978-2-7096-6624-4)

### Historické detektivní romány

#### SérieLes Mystères de Venise(částečně publikováno pod pseudonymem Loredan,vydavatelství Fayard)
- 2010 Leonora agent du doge, (ISBN 978-2-253-12973-8)
- 2010 Confessions d'un masque vénitien, (ISBN 978-2-213-65455-3)
- 2011 Crimes, gondoles et pâtisserie, (ISBN 978-2-213-66221-3)
- 2012 La Nuit de San Marco, (ISBN 978-2-253-16141-7)
- 2012 Les Îles mystérieuses, (ISBN 978-2-213-66895-6)

#### SérieLes Nouvelles Enquêtes du juge Ti
- 2004 Le Château du lac Tchou-an, (ISBN 978-2-7578-0048-5)
- 2004 La Nuit des juges, (ISBN 978-2-7578-0049-2)
- 2004 Le Palais des courtisanes, (ISBN 978-2-7578-0050-8)
- 2004 Petits meurtres entre moines, (ISBN 978-2-7578-0051-5)
- 2005 Madame Ti mène l'enquête, (ISBN 978-2-7578-0052-2)
- 2005 Mort d'un cuisinier chinois, (ISBN 978-2-7578-0053-9)
- 2006 L'Art délicat du deuil, (ISBN 978-2-7578-1647-9)
- 2006 Mort d'un maître de go, (ISBN 978-2-7578-1955-5)
- 2007 Dix petits démons chinois, (ISBN 978-2-7578-2305-7)
- 2007 Médecine chinoise à l'usage des assassins, (ISBN 978-2-213-63356-5)
- 2008 Guide de survie d'un juge en Chine, (ISBN 978-2-7578-2498-6)
- 2008 Panique sur la Grande Muraille, (ISBN 978-2-213-63725-9)
- 2009 Le Mystère du jardin chinois. (ISBN 978-2-213-64291-8)
- 2009 Diplomatie en kimono, (ISBN 978-2-213-65144-6)
- 2010 Thé vert et Arsenic, (ISBN 978-2-213-65457-7)
- 2010 Un Chinois ne ment jamais, (ISBN 978-2-213-65576-5)
- 2011 Divorce à la chinoise, (ISBN 978-2-213-66293-0)
- 2011 Meurtres sur le fleuve jaune, (ISBN 978-2-213-66673-0)
- 2012 La Longue Marche du juge Ti, (ISBN 978-2-213-67133-8)
- 2014 L'Énigme du dragon chinois (ISBN 978-1-505-62005-4
- 2015 Le Bon, la Brute et le Juge Ti (ISBN 978-1-5173-4046-9)
- 2017 L’Art de cuisiner le suspect et le canard laqué (ISBN 978-1-5432-2356-9)
- 2018 Mort dans un champ de lotus (ISBN 978-1-7235-3555-0)
- 2020 Meurtre au Nouvel an chinois (ISBN 979-8-6026-9638-7)
- 2021 Le Secret du phénix de jade (ISBN 979-8-7084-8841-1)
- 2022 Meurtre à l'ombre des saules  (ISBN 979-8-8323-7144-3)
- 2023 La Nuit du chat (ISBN 979-8-3864-8724-9}